# Exótico (gato)
O exótico (Exotic shorthair), também chamado de gato exótico de pelo curto, é uma raça de gato que possui a aparência do gato persa, mas com os pelos curtos. Foi resultante do cruzamento entre o gato de pelo curto inglês e gato de pelo curto americano com o gato persa, para a obtenção de um gato de constituição robusta e pelos curtos e grossos. É semelhante ao persa, em muitos aspectos, incluindo o temperamento e conformação, com exceção da pelagem densa curta.